# Horhausen (Westerwald)
Horhausen (Westerwald) ist eine Ortsgemeinde im Landkreis Altenkirchen (Westerwald) in Rheinland-Pfalz. Sie gehört der Verbandsgemeinde Altenkirchen-Flammersfeld an.
Horhausen ist gemäß Landesplanung als Grundzentrum ausgewiesen. Der Einzugsbereich Horhausens umfasst rund 5000 Einwohner.

## Geographische Lage
Horhausen im Westerwald liegt an der Bundesstraße 256 in der Mitte zwischen den Kreisstädten Neuwied und Altenkirchen. Von der A 3 (Ausfahrt Neuwied) befindet sich der Ort rund drei Kilometer entfernt. Horhausen liegt auf etwa 350 m ü. NHN und ist von ausgedehnten Wäldern umgeben.

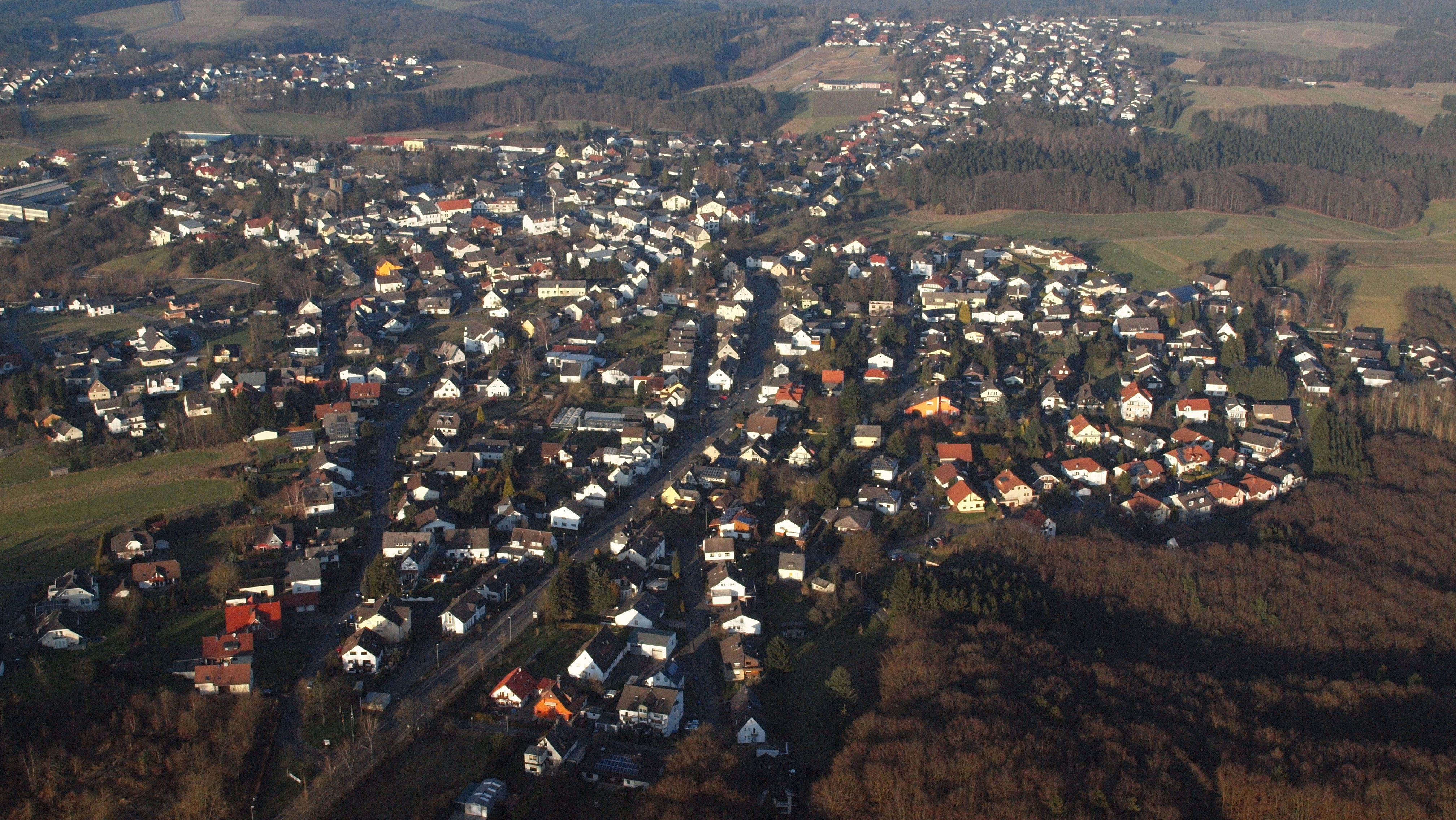
Horhausen, Luftaufnahme (2015)

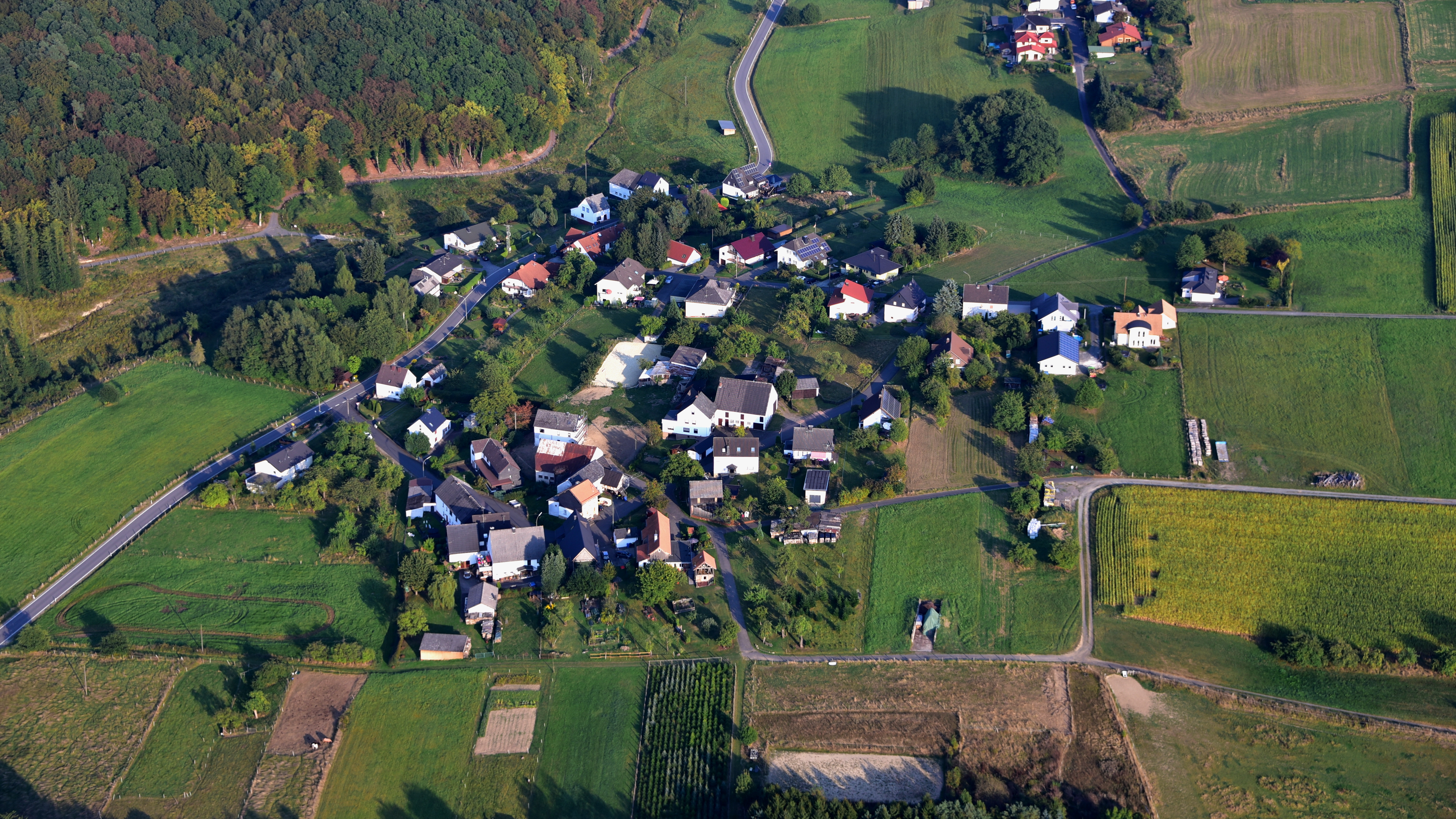
Luchert, Luftaufnahme (2016)

Neben dem namengebenden Hauptort gehören zu Horhausen die Ortsteile Huf und Luchert sowie der Wohnplatz Horhausermühle.

## Geschichte
Die erste Erwähnung findet Horhausen am 12. März 1217 in einer Urkunde des Trierer Erzbischofs Theoderich von Wied, in der er den Stiftsherren von St. Florin in Koblenz Einkünfte in Horhusin bestätigt.
1330 wird die Kirche in Hoirhusen zur Steuer veranlagt. In einem Zinsregister zugunsten des Stiftes Herford aus dem Jahr 1397 werden die zum Einzugsbereich der Vogtei Horhausen (Horhusen) gehörenden Ortschaften aufgeführt: Bürdenbach (Burtillinbach), Daufenbach (Dufenbach; heute Ortsteil von Dürrholz), Güllesheim (Goilshain), Hof Bruch (Broiche curtis; heute Ortsteil von Bürdenbach), Luchert (Luchenrode; heute Ortsteil von Horhausen), Nieder- und Obersteinebach (Steyenenbach), Pleckhausen (Bleckhusen) und Willroth (Wilrode). Zwischen 1338 und 1664 war die Vogtei Horhausen ein Lehen der Grafen von Isenburg und fiel nach dem Tod des letzten Grafen, Ernst von Isenburg-Grenzau, zurück in kurfürstlichen Besitz. Seit diesem Zeitpunkt gehörte Horhausen zum kurtrierischen Amt Herschbach. Ein Prozess um die Herrschaftsrechte, den der Graf zu Wied als Verwandter der Isenburger vor dem Reichskammergericht führte, versandete.
Im Jahre 1684 zählte man in Horhausen neun Feuerstellen, was in etwa 45 bis 50 Einwohnern entsprochen haben dürfte. Um 1787 lebten dann in Horhausen bereits 148 Menschen.
Die Säkularisation 1803 infolge des Reichsdeputationshauptschlusses führte dazu, dass die rechtsrheinischen kurtrierischen Gebiete an das Fürstentum Nassau-Weilburg und anschließend aufgrund des Wiener Kongresses 1815 an Preußen kam. Ab 1816 gehörte es zur Provinz Niederrhein und dort zur Bürgermeisterei Flammersfeld im Kreis Altenkirchen.
Um 1835 erhielt Horhausen ein neues Schulhaus mit zwei Schulräumen für 250 Kinder, das ein Jahrzehnt später schon baufällig war. Ein Neubau scheiterte an den fehlenden finanziellen Mittel. Erst 1866 wurde von der Regierung zu Koblenz die Genehmigung zum Bau einer zweiklassigen Schule gegeben, obwohl Platz für vier Klassen erforderlich gewesen wäre.
Bevölkerungsentwicklung
Die Entwicklung der Einwohnerzahl von Horhausen (Westerwald); die Werte von 1871 bis 1987 beruhen auf Volkszählungen:
| Jahr | Einwohner |
| ---- | --------- |
| 1815 | 287       |
| 1835 | 370       |
| 1871 | 535       |
| 1905 | 623       |
| 1939 | 706       |
| 1950 | 838       |
| 1961 | 941       |

| Jahr | Einwohner |
| ---- | --------- |
| 1970 | 1.087     |
| 1987 | 1.291     |
| 1997 | 1.675     |
| 2005 | 1.934     |
| 2011 | 1.893     |
| 2017 | 1.942     |
| 2023 | 2.081     |

## Politik

### Gemeinderat
Der Gemeinderat in Horhausen (Westerwald) besteht aus 16 Ratsmitgliedern, die bei der Kommunalwahl am 9. Juni 2024 gewählt wurden, und dem ehrenamtlichen Ortsbürgermeister als Vorsitzendem.
Die Sitzverteilung im Gemeinderat:
| Wahl | SPD | CDU | WG * | Gesamt   |
| ---- | --- | --- | ---- | -------- |
| 2024 | 3   | 9   | 4    | 16 Sitze |
| 2019 | 4   | 9   | 3    | 16 Sitze |
| 2014 | 4   | 10  | 2    | 16 Sitze |
| 2009 | 4   | 9   | 3    | 16 Sitze |
| 2004 | 3   | 10  | 3    | 16 Sitze |

### Bürgermeister
Thomas Schmidt wurde am 1. Januar 2013 Ortsbürgermeister von Horhausen. Bei der Direktwahl am 26. Mai 2019 wurde er mit einem Stimmenanteil von 73,97 % und am 9. Juni 2024 als einziger Bewerber mit 57,9 % jeweils für weitere fünf Jahre in seinem Amt bestätigt.
Vorgänger von Thomas Schmidt war Rolf Schmidt-Markoski, der das Amt nach 13 Jahren zum 31. Dezember 2012 niedergelegt hatte.

## Kultur und Sehenswürdigkeiten

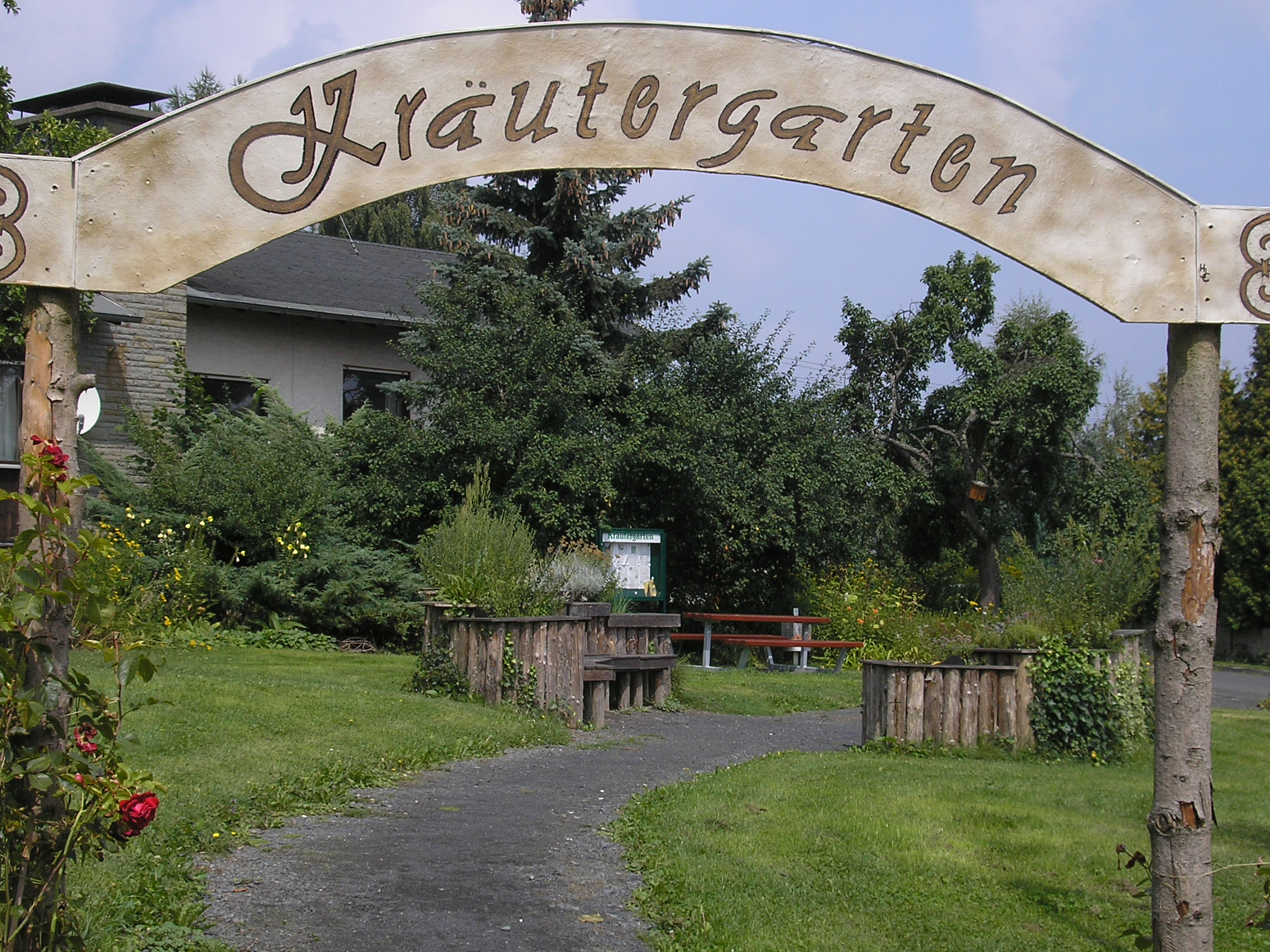
Kräutergarten Horhausen

### Bauwerke
Wahrzeichen Horhausens ist die Pfarrkirche St. Maria Magdalena mit dem weithin sichtbaren Turm. Das auch als Westerwälder Dom bezeichnete Gotteshaus wurde 1902 nach Plänen von Regierungsbaumeister Heinrich Krings, Köln, in neospätromanischen Formen erbaut. Der romanische Turm wurde dabei, um ein Geschoss erhöht, in den Neubau einbezogen.
In Horhausen, dem Geburtsort von Kardinal Joseph Höffner, wurde am 8. Mai 2004 ein Denkmal zu Ehren des Kirchenmannes enthüllt.
Nach sechs Jahren, im Juni 2010, hat der Bildhauer Klaus Ringwald den Kopf entfernen lassen, da wohl die Gemeinde nicht ganz bezahlen konnte/wollte. Daraufhin wurde die Statue vom Förderverein eingelagert. Nach Bezahlung der Rückstände wurde der Kopf im November 2010 wieder angeschweißt und die Statue wieder an ihrem Platz aufgestellt. Nun trägt Kardinal Joseph Höffner eine „Halskrause“.

### Kulturdenkmäler
Siehe Liste der Kulturdenkmäler in Horhausen (Westerwald)

### Regelmäßige Veranstaltungen
Die Gemeinde selbst, aber auch viele Vereine, bieten zahlreiche Feste und Veranstaltungen.
- Am Ostersonntag kann sich Jung und Alt beim schon traditionellen Ostereier-Weitwurf-Wettbewerb sportlich beteiligen.
- Am Samstag vor Muttertag findet der bekannte Blumenmarkt statt, der einer der größten Blumenmärkte in Rheinland-Pfalz ist.
- Ende Juli feiert man in Horhausen die Magdalenen-Kirmes, im Herbst findet der Drachen-Flugtag statt, der Oktobermarkt schließt das Veranstaltungsjahr der Gemeinde.
- Anfang November veranstaltet der gemischte Chor „United Voices“ des MGV Horhausen das Jahreskonzert im Kaplan-Dasbach-Haus.
- Das Adventsfest am ersten Advent – gestaltet u. a. von Vereinen und Schulen – ist in der Weihnachtszeit ein Magnet für die Bevölkerung vor Ort.

## Persönlichkeiten
- Joseph Kardinal Höffner (1906–1987), Kardinal, Erzbischof von Köln, Vorsitzender der Deutschen Bischofskonferenz (1976–1987)
- Friedrich Dasbach (1846–1907), katholischer Priester, Publizist und Sozialreformer
- Johannes Rüth (1899–1978), Bischof von Trondheim
- Rolf Schult (1927–2013), Schauspieler und deutsche Synchronstimme von Robert Redford, Anthony Hopkins und anderen
- Georg Stenz (1869–1928), Steyler Missionar in China, Pädagoge u. Leiter des Franz-Xaver Kollegs in Jinin, Shandong, China